# Acacia blayana
Acacia blayana är en ärtväxtart som beskrevs av Mary Douglas Tindale och Arthur Bertram Court. Acacia blayana ingår i släktet akacior, och familjen ärtväxter. Inga underarter finns listade i Catalogue of Life.